# Kim Il-sung langlevensinstituut
Het Kim Il-sung Langlevensinstituut is een instituut dat zich bezighoudt met de levensverlenging van leden van de regerende Kim-familie in Noord-Korea. Het instituut werd onder het bewind van Kim Il-sung in 1972 opgericht, met als doel het onderzoeken van levensverlengende mogelijkheden voor Kim Il-sung. Het idee voor de oprichting van het instituut was afkomstig van Il-sungs zoon, Kim Jong-il, die hier zelf ook gebruik van maakte na de dood van zijn vader. Sinds 2012 dient het instituut de gezondheid van Il-sungs kleinzoon Kim Jong-un.

## Structuur
Het Kim Il-sung Langlevensinstituut is een samenvoeging van meerdere instituten die ten tijde van Kim Il-sung werden opgericht met hetzelfde doel. Onder Kim Jong-il werden deze organisaties samengevoegd onder het Kim Il-sung Langleveninstituut. Het instituut bestaat uit verscheidene onderzoeksgroepen die zich op specifieke aspecten van de levensstijl van de Kim-familie richten. Er zijn onderzoeksteams voor alcohol, tabak, vlees, vis, enzymen, ziekten, etcetera. Deze onderzoeksgroepen werken vanuit zwaarbewaakte onderzoekscentra door heel Noord-Korea.

## Activiteiten
Onderzoekers van het Kim Il-sung Langlevensinstituut houden zich met een breed scala onderwerpen bezig. Er werd met behulp van bondgenoot Roemenië uitgebreid onderzoek gedaan naar de goedaardige tumor die Kim Il-Sung in zijn nek had. Medicijnen tegen lichamelijke kwalen als slapeloosheid en hart- en vaatproblemen werden onderzocht op mensen met dezelfde fysieke eigenschappen als de Noord-Koreaanse leider. Tevens wordt het voedsel voor de Kim-familie op geselecteerde locaties verbouwd en geïmporteerd. Naast het bestrijden van lichamelijke kwalen en het verbouwen van speciaal voedsel doet het Kim Il-Sung Langlevensinstituut onderzoek naar de voorkeuren van de Noord-Koreaanse dictators. Zo werd getracht het favoriete sigarettenmerk van Kim Il-sung, het Amerikaanse Rothmans International, na te bootsen. In de jaren 90 vlogen Noord-Koreaanse onderzoekers naar Denemarken om de malsheid van rundvlees te onderzoeken en werden genitaliën van mannelijke leeuwen en zeehonden gebruikt voor het ontwikkelen van lustopwekkende middelen. Deze middelen dienen in combinatie met een selectie van jonge meisjes, geworven voor de bevrediging van de seksuele behoeftes van de dictators, als onderhoud van het hart- en vaatstelsel.